# Mallothrips
Mallothrips es un género de trips de la familia Phlaeothripidae.

## Especies
- Mallothrips flavipes
- Mallothrips giliomeei
- Mallothrips indica